# Tuần lộc Dawson
Tuần lộc đảo nữ hoàng Charlotte hay còn gọi là Tuần lộc Dawson (Danh pháp khoa học: Rangifer tarandus Dawsoni) là một phân loài đã tuyệt chủng của loài tuần lộc mà đã từng sống trên đảo Graham là đảo lớn nhất của quần đảo Queen Charlotte thuộc British Columbia, Canada. Có thể nguyên nhân của sự tuyệt chủng bao gồm sự phá hủy môi trường sống, bệnh tật ồ ạt tràn vào đảo và sự săn bắn trái phép. Đó là sự ô nhiễm môi trường với khói bụi xuất hiện. Phân tích gần đây của phương pháp mtDNA cho thấy rằng các cá thể tuần lộc thuộc quần đảo Nữ hoàng Charlotte không khác biệt về mặt di truyền từ các phân loài từ đất liền của Canada.